# TestNG
TestNG – biblioteka programistyczna służąca do pisania testów dla języka programowania Java. Jej autorem jest Cédric Beust. TestNG został napisany, aby stworzyć alternatywę dla narzędzia JUnit 3.x.
Biblioteka obsługuje różne rodzaje testów m.in. testy jednostkowe, testy integracyjne, testy funkcjonalne.
Twórcy TestNG jako główne cechy charakterystyczne swojej biblioteki podają:
- wykorzystanie adnotacji Java 5,
- elastyczną konfigurację testów,
- obsługę Data-driven testing,
- obsługę parametryzacji testów,
- testowanie w środowisku rozproszonym,
- rozbudowany mechanizm tworzenia zestawów testów,
- integrację z popularnymi narzędziami (Maven, Apache Ant) i IDE (Eclipse, IntelliJ IDEA),
- rozszerzalność za pomocą języka skryptowego BeanShell,
- wykorzystanie tylko standardowego API Java SE.

TestNG jest oprogramowaniem open-source udostępnianym na licencji Apache.